# Bente Skari
Bente Skari née Martinsen le 10 septembre 1972 à Oslo, est une skieuse de fond norvégienne. Championne olympique du dix kilomètres classique en 2002, elle remporte quatre autres médailles olympiques. Elle remporte sept médailles mondiales, dont cinq titres en carrière ainsi que quatre fois le classement général de la Coupe du monde. En 2003, elle met fin à sa carrière alors qu'elle avait gagné quatorze épreuves de Coupe du monde durant cette saison.

## Palmarès

### Jeux olympiques d'hiver
Bente Skari participe à trois éditions des Jeux olympiques d'hiver, de 1994 à Lillehammer à 2002 à Salt Lake City. Elle remporte cinq médailles : une médaille d'or sur un dix kilomètres classique en 2002, l'argent avec le relais lors des éditions de 1998 à Nagano  et 2002, et deux de bronze, le cinq kilomètres en 1998 et sur le trente kilomètres en 2002.
| Épreuve / Édition   | Sprint                           | 5 km                                | 10 km                            | 10 km                            | Poursuite | 15 km | 30 km                               | Relais                             |
| Épreuve / Édition   | libre                            | classique                           | libre                            | classique                        | Poursuite | 15 km | 30 km                               | 4 × 5 km                           |
| 1994 Lillehammer    | Épreuve inexistante à cette date | —                                   | Épreuve inexistante à cette date | Épreuve inexistante à cette date | —         | 20e   | —                                   | —                                  |
| 1998 Nagano         | Épreuve inexistante à cette date | Médaille de bronze, Jeux olympiques | Épreuve inexistante à cette date | Épreuve inexistante à cette date | 9e        | 6e    | —                                   | Médaille d'argent, Jeux olympiques |
| 2002 Salt Lake City | —                                | Épreuve inexistante à cette date    | Épreuve inexistante à cette date | Médaille d'or, Jeux olympiques   | 6e        | —     | Médaille de bronze, Jeux olympiques | Médaille d'argent, Jeux olympiques |

Légende :
- : première place, médaille d'or
- : deuxième place, médaille d'argent
- : troisième place, médaille de bronze
- : pas d'épreuve
- — : Non disputée

### Championnats du monde
Bente Skari participe à cinq éditions des Championnats du monde, entre les Mondiaux 1995 disputés à Thunder Bay et les Mondiaux 2003 également disputés à Val di Fiemme. Médaillée d'argent avec le relais sur le quatre fois cinq kilomètres à Trondheim en 1997, elle obtient son premier titre mondial lors de l'édition suivante de 1999 à Ramsau en s'imposant sur cinq kilomètres. En 2001 à Lahti, elle remporte trois médailles, les titres du dix kilomètres classique et du quinze kilomètres classique, et la médaille d'argent avec le relais. En 2003, elle remporte deux nouveaux titres, le dix kilomètres classique et le quinze kilomètres classique mass-start.
| Épreuve / Édition           | Sprint                           | 5 km                             | 10 km                            | 10 km                            | Poursuite | 15 km                | 30 km | Relais                   |
| Épreuve / Édition           | libre                            | classique                        | libre                            | classique                        | Poursuite | 15 km                | 30 km | 4 × 5 km                 |
| Mondiaux 1995 Thunder Bay   | Épreuve inexistante à cette date | -                                | Épreuve inexistante à cette date | Épreuve inexistante à cette date | —         | 13e                  | —     | ?                        |
| Mondiaux 1997 Trondheim     | Épreuve inexistante à cette date | 8e                               | Épreuve inexistante à cette date | Épreuve inexistante à cette date | 17e       | 13e                  | 8e    | Médaille d'argent, monde |
| Mondiaux 1999 Ramsau        | Épreuve inexistante à cette date | Médaille d'or, monde             | Épreuve inexistante à cette date | Épreuve inexistante à cette date | 8e        |                      | —     |                          |
| Mondiaux 2001 Lahti         | 15e                              | Épreuve inexistante à cette date | Épreuve inexistante à cette date | Médaille d'or, monde             | 5e        | Médaille d'or, monde | —     | Médaille d'argent, monde |
| Mondiaux 2003 Val di Fiemme | —                                | Épreuve inexistante à cette date | Épreuve inexistante à cette date | Médaille d'or, monde             | DNS       | Médaille d'or, monde | —     | ?                        |

### Coupe du monde
Beate Skari remporte à quatre reprises le classement général de la Coupe du monde, en 1999, 2000, 2002 et 2003. Elle termine deuxième deuxième en 2001. Elle remporte également cinq fois le globe de cristal pour la spécialité du sprint, en 1998, 1999, 2000, 2001 et 2002 et termine deuxième en 2003.
Elle obtient 60 podiums individuels en 139 départs, et obtient 42 victoires.

#### Détail des victoires individuelles
| Date             | Lieu                   | pays       | Compétition |
| ---------------- | ---------------------- | ---------- | ----------- |
| 10 dicembre 1997 | Milan                  | Italie     | Sprint TL   |
| 13 dicembre 1997 | Val di Fiemme          | Italie     | 5 km TC     |
| 9 gennaio 1998   | Ramsau am Dachstein    | Autriche   | 5 km TL     |
| 13 dicembre 1998 | Dobbiaco               | Italie     | 10 km TC    |
| 27 dicembre 1998 | Garmisch-Partenkirchen | Allemagne  | Sprint TL   |
| 28 dicembre 1998 | Engelberg              | Suisse     | Sprint TL   |
| 29 dicembre 1998 | Kitzbühel              | Autriche   | Sprint TL   |
| 5 gennaio 1999   | Otepää                 | Estonie    | 10 km TC    |
| 9 gennaio 1999   | Nové Město na Moravě   | Tchéquie   | 10 km TC    |
| 27 novembre 1999 | Kiruna                 | Suède      | 5 km TC     |
| 29 dicembre 1999 | Kitzbühel              | Autriche   | Sprint TL   |
| 28 febbraio 2000 | Stockholm              | Suède      | Sprint TC   |
| 8 marzo 2000     | Oslo                   | Norvège    | Sprint TC   |
| 17 marzo 2000    | Bormio                 | Italie     | 5 km TC     |
| 25 novembre 2000 | Beitostølen            | Norvège    | 10 km TC    |
| 16 dicembre 2000 | Brusson                | Italie     | 10 km TC    |
| 28 dicembre 2000 | Engelberg              | Suisse     | Sprint TC   |
| 14 gennaio 2001  | Soldier Hollow         | États-Unis | Sprint TL   |
| 1º febbraio 2001 | Asiago                 | Italie     | Sprint TL   |
| 10 febbraio 2001 | Otepää                 | Estonie    | 5 km TC     |
| 24 novembre 2001 | Kuopio                 | Finlande   | 10 km TC    |
| 8 dicembre 2001  | Cogne                  | Italie     | 5 km TC     |
| 15 dicembre 2001 | Davos                  | Suisse     | 10 km TC    |
| 19 dicembre 2001 | Asiago                 | Italie     | Sprint TC   |
| 8 gennaio 2002   | Val di Fiemme          | Italie     | 15 km TC MS |
| 5 marzo 2002     | Stockholm              | Suède      | Sprint TC   |
| 13 marzo 2002    | Oslo                   | Norvège    | Sprint TC   |
| 30 novembre 2002 | Kuusamo                | Finlande   | 10 km TC    |
| 7 dicembre 2002  | Davos                  | Suisse     | 10 km TL    |
| 14 dicembre 2002 | Cogne                  | Italie     | 15 km TC MS |
| 15 dicembre 2002 | Cogne                  | Italie     | Sprint TC   |
| 21 dicembre 2002 | Ramsau am Dachstein    | Autriche   | 10 km PU    |
| 12 gennaio 2003  | Otepää                 | Estonie    | 15 km TC MS |
| 18 gennaio 2003  | Nové Město na Moravě   | Tchéquie   | 10 km TL    |
| 25 gennaio 2003  | Oberhof                | Allemagne  | 10 km TC MS |
| 15 febbraio 2003 | Asiago                 | Italie     | 5 km TC     |
| 6 marzo 2003     | Oslo                   | Norvège    | Sprint TC   |
| 8 marzo 2003     | Oslo                   | Norvège    | 30 km TC    |
| 11 marzo 2003    | Drammen                | Norvège    | Sprint TC   |
| 20 marzo 2003    | Borlänge               | Suède      | Sprint TL   |
| 22 marzo 2003    | Falun                  | Suède      | 10 km PU    |

Légende :

TC = classique

TL = libre

MS = départ en masse

HS = départ avec handicap

PU = poursuite

#### Différents classements en Coupe du monde
| Saison / Épreuve | Général | Général | Sprint | Sprint | Distance (moyenne) | Distance (moyenne) | Distance (longue) | Distance (longue) |
| ---------------- | ------- | ------- | ------ | ------ | ------------------ | ------------------ | ----------------- | ----------------- |
| Saison / Épreuve | Place   | Points  | Place  | Points | Place              | Points             | Place             | Points            |
| 1993-1994        | 32      | 62      |        |        |                    |                    |                   |                   |
| 1994-1995        | 25      | 123     |        |        |                    |                    |                   |                   |
| 1995-1996        | 12      | 291     |        |        |                    |                    |                   |                   |
| 1996-1997        | 6       | 391     | 4      | 232    |                    |                    | 10                | 95                |
| 1997-1998        | 1       | 625     | 1      | 525    |                    |                    | 10                | 106               |
| 1998-1999        | 1       | 768     | 1      | 806    |                    |                    | 13                | 139               |
| 1999-2000        | 1       | 1176    | 1      | 505    | 6                  | 455                | 5                 | 216               |
| 2000-2001        | 2       | 990     | 1      | 430    |                    |                    |                   |                   |
| 2001-2002        | 1       | 877     | 1      | 319    |                    |                    |                   |                   |
| 2002-2003        | 1       | 1392    | 2      | 410    |                    |                    |                   |                   |

## Distinction
Elle a reçu la Médaille Holmenkollen en 2001.